# Ressourcengerechtigkeit
Ressourcengerechtigkeit ist ein umweltpolitischer und umweltethischer Begriff. Er verbindet Elemente der Verteilungsgerechtigkeit und der Klimagerechtigkeit und geht von der Beobachtung aus, dass in Ländern, die reich an Ressourcen wie Bodenschätzen und anderen natürlich vorkommenden Primärrohstoffen sind, viele Menschen dennoch in Armut leben. Um diesem als ungerecht empfundenen Widerspruch Abhilfe zu schaffen, soll durch Ressourcengerechtigkeit eine global faire Verteilung aller natürlichen Vorkommen erreicht werden.

## Teilbereiche

Gini-Koeffizient (in Prozent) der Einkommensverteilung (Weltbank, 2014)

Als Unterbegriff der Verteilungsgerechtigkeit entstand der Begriff Ressourcengerechtigkeit zuerst durch die wiederholte Beobachtung, dass Ressourcen, die eigentlich ein Segen sein sollten, sich für die Menschen in jenen Gegenden, in denen sie vorkommen, zum Fluch entwickeln können (siehe Ressourcenfluch). Hierfür gibt es verschiedene Gründe, die teils isoliert, teils in Kombination auftreten, so zum Beispiel:
- Der Abbau von Ressourcen wie z. B. Erdöl führt zu schweren Umweltschäden.
- Die Ressourcen werden von einer kleinen Elite kontrolliert, die die Gewinne einstreicht oder unterschlägt.
- Ressourcen in Entwicklungsländern werden durch Konzerne aus den Industriestaaten abgebaut, wobei letztere die Gewinnen weitgehend für sich behalten.
- Konzerne können versuchen, genetische Ressourcen zu patentieren.[1]

## Wege zur Ressourcengerechtigkeit
Tilman Santarius, Vorstandsmitglied bei Germanwatch, empfiehlt für die Ressourcengerechtigkeit vier Leitbilder: „Existenzrechte sichern, Ressourcenansprüche zurückbauen, fairen Tausch ermöglichen, Nachteile ausgleichen.“ In dem Memorandum der Heinrich-Böll-Stiftung „Gerechtigkeit gestalten – Ressourcenpolitik für eine faire Zukunft“ (2014) wird gefordert: 
- „[...] den Rechten von Menschen und der Natur Vorrang vor Märkten und Profiten geben und Menschen befähigen, ihre Rechte zu behaupten und einzufordern;
- die  Machtkonzentration stoppen und den Zugang zu sowie die Kontrolle über natürliche Ressourcen, Finanzkapital und Technologien wieder in die Hände der Menschen legen;
- Produktion, Konsum und Lebensgrundlagen sozial-ökologisch gerecht machen.“[3]